# Robinia
|  | No s'ha de confondre amb robínia. |

Robinia és un gènere de plantes amb flors de la família de les fabàcies. El nom “Robinia”, prové del cognom del jardiner francès Jean Robin, qui va introduir la planta a Europa el 1601. És un gènere originari d'Amèrica del Nord i del nord de Mèxic. Hi ha controvèrsia quant al nombre d'espècies del gènere; mentre que alguns autors només en reconeixen quatre, d'altres n'accepten fins a deu. Les espècies adopten la forma d'arbres i arbusts caducifolis que fan de 4 a 25 m d'alt. Les fulles són pinnades amb de 7 a 21 folíols. Les flors són blanques o rosades en raïms pènols. Moltes espècies tenen espines. Robinia pseudoacacia, espècie naturalitzada a les nostres contrades, es coneix sovint simplement amb el nom de "robínia", el nom catalanitzat del gènere.

## Taxonomia
- Robinia hartwigii (Koehne)
- Robinia hispida L. - acàcia rosa, robínia rosa
- Robinia margarettae Ashe
- Robinia × margarettiae Ashe (pro sp.)
- Robinia neomexicana Gray
- Robinia pseudoacacia L. - acàcia borda, "robínia"
- Robinia slavinii Rehd.
- Robinia viscosa Vent. - acàcia viscosa, robínia viscosa

## Híbrids
- Robinia × ambigua Poir. (pro sp.) - R. pseudoacacia × R. viscosa
- Robinia × holdtii Beissn.
- Robinia × longiloba Ashe (pro sp.)
- Robinia × margarettiae - R. hispida × R. pseudoacacia